# ピート・ウォーカー (映画監督)
ピート・ウォーカー（Pete Walker 1939年 - ）はイギリス・サセックス州ブライトン出身の映画監督、脚本家、映画プロデューサー。主に1970年代のイギリスで、スプラッター映画を多く監督したことで知られる。
残酷描写への規制が大きいイギリス映画界において、イタリアのジャッロから影響を受けたサディスティックなスプラッター描写を盛り込んだサイコ・ホラーを多く発表した。残酷描写のみならず、絶望的で厭世観の強い、見る者を陰鬱な気分に叩き落す粘着質な作風と、後味の悪さが残る救いのないラストが特徴的である。
ブリティッシュ・ホラー映画の第一人者として高い評価を得ているが、ハマー・プロやアミカス・プロのような怪奇映画専門の制作会社からの委託を受けず、一貫して独立プロによって映画製作を続けた。出生名のピーター・ウォーカー名義でクレジットされることもある。

## 経歴

### B級アクションとソフト・ポルノでの出発
1939年イギリス・サセックス州ブライトンに生まれる。父親のシド･ウォーカーは寄席のコメディアンで、母親はコーラス･ガールだった。1960年代初頭から地元のブライトン・フィルム・スタジオで働くようになり、TVコマーシャルの撮影や映画の端役などの仕事をこなす。この時期には『栄光への脱出』（1960年）やマイケル・ウィナー監督の "Out of the Shadow"（1961年）などの映画に端役で出演している。映画の撮影に関わるうちにやがて映画監督を志すようになるが、映画界での実績がないことからなかなかチャンスがつかめず、自ら資金を集めて1967年に独立プロダクションを設立する。
短編ソフト・ポルノ映画映画 "For Men Only"（1968年）で監督デビューした後、エロティックな描写を含む低予算B級アクション映画『ザ・アンタッチャブル／暗黒街のハスラー』（1968年）で長編デビュー。続いて長編ソフト・ポルノ『結婚詐欺防止法教えます／中年ハイスクールPart1』（1969年）と、B級アクション『バイオレンスマン』（1970年）を発表する。この時期のピート・ウォーカーは脚本を24時間で書き上げ、一週間で撮影を行うというハード・スケジュールであった。
『バイオレンスマン』はB級アクションとしてそこそこの好評を得たが、ウォーカー自身は本作の出来の悪さを自覚していた。1970年に知人の映画プロデューサー、マイケル・クリンガーに『バイオレンスマン』の試写を見せた際に出来の悪さを面と向かって酷評されたが、反論せずにそれを受け入れたという。クリンガーは本作を酷評しながらも、その時に企画していたギャング映画を作るための参考資料としてウォーカーの長編処女作であるアクション映画『ザ・アンタッチャブル／暗黒街のハスラー』のフィルムを借りて行った。ちなみにその翌年に公開されたクリンガー製作のギャング映画は、名作として知られる『狙撃者』（1971年）であった。

### ジャッロとの出会いでスリラー映画に挑戦
成人男性向けの通俗娯楽映画を濫作していたピート・ウォーカーだったが、1970年にダリオ・アルジェント監督のイタリア製サスペンス映画『歓びの毒牙』（1969年）を見たことからスリラー映画に意欲を示す。ウォーカーは当時の人気女優スーザン・ジョージを主演に迎えて初のサスペンス映画 "Die Screaming, Marianne"（1970年）を監督する。しかし凡庸なメロドラマ調のストーリーと演出によって平凡な完成度にとどまり、本作は特に話題になることもなく終わった。
初のスリラー"Die Screaming, Marianne"が失敗に終わったことでスリラーから遠ざかり、ふたたびソフト・ポルノの製作に戻る。一旦はスリラーから撤退したウォーカーだったが、イタリアのマリオ・バーヴァ監督によるスプラッター映画の名作『血みどろの入江』Reazione a catena (Ecologia del delitto)（1970年）を見たことで再び恐怖映画への意欲が再熱する。
『血みどろの入江』の湖畔の屋敷を舞台に起こる連続殺人という要素からヒントを得て、スリラー第二作の"The Flesh and Blood Show"（1972年）を監督する。廃墟と化した湖畔の劇場に閉じ込められた劇団員たちが一人また一人と殺されていく展開は、『アクエリアス』（1986年）などの1980年代に流行したスプラッター映画を思わせるが、恐怖映画としては緊張感に欠ける凡作にとどまってしまい、興行的にも振るわなかった。
力を入れて製作した"The Flesh and Blood Show" の興行成績が振るわず、ピート・ウォーカーはふたたびソフト・ポルノへと逆戻りする。この時期に監督した『グレタの性生活』Four Dimensions of Greta（1972年）は日本で唯一の劇場公開となったピート・ウォーカー作品であり、3D効果を取り入れたポルノ映画としてちょっとした話題になった。

### 脚本家マクギリヴレイ、女優シーラ・キースとの出会い
1974年にピート・ウォーカーは脚本家のデヴィッド・マクギリヴレイと出会う。ピート・ウォーカーはみずから書き下ろした恐怖映画の原案の脚本化を、意気投合したマクギリヴレイに依頼する。マクギリヴレイの脚色を得たウォーカーは恐怖映画への再起を賭けて『拷問の魔人館』House of Whipcord（1974年）を監督し、この映画がウォーカーにとって初の本格的なヒット作となる。
『拷問の魔人館』は、当時話題となっていたトビー・フーパー監督の『悪魔のいけにえ』（1974年）からの影響を受けたサイコ・ホラーの傑作である。美貌のフランス人モデル、アンヌ＝マリー（ペニー・アーヴィング）は、パーティーの席でマーク・E・ド・サド（ロバート・テイマン）と名乗る青年から誘いを受けて彼の自宅へと連れて行かれる。しかしアンヌ＝マリーが連れて行かれた館では、狂った判事であるマークの父親と母親が支配する私設刑務所であった。マークの父親ベイリー判事（パトリック・バー）は保守的な裁判官だが、引退後に発狂して家族とともに若い女性を誘拐して私設裁判にかけて監禁していた。ベイリー判事の妻・マーガレット夫人（バーバラ・マーカム）と息子のマークも狂った父親の悪影響を受けていた。ベイリー判事の私設法廷で、アンヌ＝マリーは人前で肌をさらす「モデル」という職業の退廃性を裁かれ「有罪判決」を受け、館の牢獄に監禁されてしまう。マーガレット夫人が支配する私設刑務所にはアンヌ＝マリーの他にも、誘拐されてベイリー判事の私設法廷でさまざまな言いがかりによる罪状によって裁かれ、有罪判決を受けた女たちが監禁されていた。監禁された女たちはマーガレット夫人と狂った2人の女看守ウォーカー（シーラ・キース）とベイツ（ドロシー・ゴードン）から拷問を受ける。そしてマーガレット夫人と2人の女看守は気に入らないことがあると、監禁された女に対して死刑宣告を下して、処刑と称して惨殺することを楽しんでいた…。
『拷問の魔人館』は“『悪魔のいけにえ』に対するイギリスからの知的な回答”と呼ばれてアメリカでも高く評価されている。『悪魔のいけにえ』における狂人一家を、『拷問の魔人館』では保守的な裁判官とその一家として脚色した。厳格なモラル意識とキリスト教の道徳観念を盾に残虐な拷問・殺人を繰り返す一家の恐怖を描き、イギリスに根強く存在する保守主義の偽善性を批判した映画として高く評価されている。イギリスの有力な映画批評誌"Monthly Film Bulletin"誌は、『拷問の魔人館』をマイケル・パウエル監督の名作『血を吸うカメラ』（1960年）と比較して批評する論文を掲載した。
『拷問の魔人館』でピート・ウォーカーは、脚本家のマクギリヴレイの他にもう一人の重要な協力者と出会う。それはベテラン女優のシーラ・キースであった。シーラ・キースは舞台を中心にテレビドラマなどで活躍していた初老の女優であり、ピーター・クッシングがシャーロック・ホームズを演じたテレビドラマやケネス・モアがブラウン神父を演じたテレビドラマ、ウィルキー・コリンズの推理小説『月長石』を原作としたテレビドラマなどに脇役で出演していたが、恐怖映画の出演経験は全くなかった。しかしこの映画でシーラ・キースが演じた、私設刑務所の狂った女看守ウォーカーの怪演はセンセーションを巻き起こし、地味な脇役女優だったシーラ・キースが秘めていた希有なホラー女優としての才能を引き出すこととなった。

### 『フライトメア』『魔界神父』でモダン・ホラーの巨匠へ
ふたたびマクギリヴレイの脚本を得たウォーカーは、前作では脇役だったシーラ・キースを事実上の主役に抜擢したスプラッター・ホラーの名作『フライトメア』Frightmare（1974年）を監督する。
世間から身を隠して暮らす老夫婦ドロシー（シーラ・キース）とエドモンド（ルパート・デイヴィーズ）。2人は連続殺人と人肉食の罪で有罪判決を受け、精神病院で15年間の入院生活を終えてきたばかりだった。妻のドロシーは人肉嗜食を愛好する精神異常者で、彼女を愛するエドモンドはその共犯者として妻が犯した殺人の隠蔽工作を行っていた。一方、エドモンドと前妻の間の娘ジャッキー（デボラ・フェアファックス）は秘かに両親と連絡を取り合っているものの、過去を忘れて普通の生活を送りたいと願っていた。しかし徐々にドロシーの精神病が再発し、周囲の知らないところでふたたび残虐な連続殺人を始める。片や、ドロシーの血を受け継いだ次女デビー（キム・ブッチャー）も少しずつ凶暴性に目覚め、恐るべき本性を垣間見せ始めた。エドモンドとジャッキーは家族を守ろうと必死になって奔走するが、その愛情と絆の強さがかえってドロシーとデビーの狂気を増長させていくことになる。
『フライトメア』では、残虐な殺人に手を染める狂った老婆を演じたシーラ・キースの鬼気迫る怪演が見る者を震え上がらせる。今日でもシーラ・キースは特にこの作品における演技によってホラー女優としての名声を残している。そして本作では精神病患者に対する司法と医療の扱いといったシリアスなテーマを盛り込み、「心神喪失による無罪」といったテーマをラストシーンにおいて強調するなど、単なるB級ホラーにとどまらない本格的なサスペンス映画としての強い志向を感じさせる傑作となっている。また、この作品では過激な残酷描写によるスプラッター・シーンを積極的に取り入れ、ピート・ウォーカーは主にこの作品の名声で今日でも「ブリティッシュ・スプラッターの帝王」と呼ばれている。この映画の大ヒットによってピート・ウォーカーは現代恐怖映画の第一人者としての名声を確立する。
続いて、またもマクギリヴレイの脚本とシーラ・キースの出演を得た『魔界神父』House of Mortal Sin（1975年）を発表。狂った神父が異常な妄執に突き動かされて、残虐な連続殺人を起こすストーリーが衝撃を与えた。
主人公のメルドラム神父（アンソニー・シャープ）は信者からの信頼も厚い温厚な老神父。しかし、厳格なモラリストの母親から厳しく育てられ、聖書の教えや教会の戒律にがんじがらめとなって生きてきた彼は、己の内なる肉欲を抑圧否定しながら日々を過ごしている。そんな人生の中で神父は己の悶々とした欲求不満を善意へとすり替え、しだいに精神に異常をきたしてゆく。懺悔に来た若く美しい女性たちの秘密を知った彼は、それをネタに彼女たちに執拗なストーカー行為を繰り返す。だが、彼はそれを悪いとは思っていない。それどころか、自分こそが彼女たちを導くことが出来る、自分だけが彼女たちを救うことが出来る、そのためには何をしても神から許されると本気で信じ込んでしまっている。そして神父は自分と彼女たちの間に入る邪魔者を、躊躇することなく次々と血祭りにあげていくのだった…。
『魔界神父』は、当時はまだ社会問題となるまでに深刻化していなかったとされるキリスト教原理主義とストーカー犯罪をいち早く取り上げたサイコ・スリラーの傑作として評価され、日本ではVHSソフトが発売されて話題となった。この作品はウォーカーの作品中で最も評価が高く、優秀な恐怖・ファンタスティック映画賞に贈られるサターン賞において、『オーメン』（1976年）、『キャリー』（1976年）、『愛のメモリー』（1976年）、『悪魔の沼』（1976年）、ダン･カーティス監督の『家』（1976年）と並んで、1977年度の最優秀恐怖映画賞にノミネートされた（受賞作品は『家』）。また、ウォーカー監督は狂えるメルドラム神父に疑惑を抱くカトラー神父役として、当初ピーター・クッシングを想定していたが、クッシングのスケジュールの都合で実現しなかった。ウォーカー監督作品の顔というべきシーラ・キースはメルドラム神父に忠実に仕える家政婦役で出演し、狂気を秘めた老女の役を印象的な演技で演じている。

### スプラッター色の強調とアルジェント・タッチの模倣へ
恐怖映画の鬼才として国際的な名声を手にしたピート・ウォーカーが次に選んだ題材は、尊敬するダリオ・アルジェントを意識したサイコ・ミステリーだった。
アルジェント・タッチの演出とストーリーによる『スキゾ』Schizo（1976年）ではリン・フレデリックを主演に迎え、忍び寄る殺人鬼の影におびえる新妻を演じさせた。リン・フレデリック演じる主人公サマンサは、幼少のころに母親が惨殺される瞬間を目撃していた。忌まわしい過去の記憶を封印し、今では成人したサマンサは恋人と結婚式を挙げて幸福にひたっていた。だが、結婚式の席でケーキ入刀のナイフが血まみれの肉切り包丁とすり替えられていた。悪質な嫌がらせに式場は騒然とするが、サマンサは幼少時に目撃した殺人の記憶を思い起こし、それが誰の仕業であるか見当がついた。サマンサは精神科医に過去に目撃した殺人の記憶を打ち明け、救いを求めるが、その日の晩に精神科医が何者かによってナイフで喉を切り裂かれて惨殺される。容疑はサマンサの夫に向けられ、サマンサは真犯人を突き止めようとするが、第二第三の凄惨な猟奇殺人が続発する…。
『スキゾ』のストーリーやヴィジュアル面ではダリオ・アルジェント作品を強く意識。『魔界神父』でも取り入れた黒革手袋の殺人鬼スタイルを今作では全面的に取り入れ、さらに『サスペリアPART2』（1975年）を徹底的に模倣。幼少期に目撃した殺人の記憶が呼び起こす連続殺人、交霊術を開いた霊媒師の惨殺、さらに粘着質な描写のスプラッター・シーンなどを取り入れ、徹底的にアルジェント的な恐怖映画を作り上げてヒットした。ウォーカー作品の特徴ともいえる、殺人鬼が罰を受けずに次の犠牲者に忍びよる予兆を感じさせたまま終わるダークな結末も見終えた後に救いのない印象を残す。ウォーカー監督の『魔人館』（1983年）のVHSソフトが日本で発売されたときのジャケット裏面に書かれた解説ではウォーカーの代表作として『スキゾ』の題名が挙げられたが、『スキゾ』の日本版ビデオソフトが発売されることはなかった。なお、この作品にはシーラ・キースは出演していない。
1978年の『カムバック』The Comeback（1978年）でもふたたびアルジェント的なスリラーに挑戦。不気味な老婆の仮面を被った殺人鬼による残虐な連続殺人を描いた、ジャッロ調に展開するスプラッター・ミステリーである。殺人鬼のスタイルは『スキゾ』で見られたアルジェント的な黒装束ではないものの、壁の中に隠された部屋とそこに隠された白骨死体という要素は明らかに『サスペリア PART2』を思い出させる。さらに常連女優シーラ・キースのクライマックスでの演技は、露骨に『サスペリア PART2』で大女優クララ・カラマイが演じたカルロの母親の演技を模倣している。ちなみにこの作品ではアメリカの人気歌手ジャック・ジョーンズを主演に迎えたこともあって、ウォーカー監督の特徴といえる後味の悪い結末は採用されておらず、凡庸と言えば凡庸なハッピーエンドになっている。とはいえこの作品は恐怖映画として充分に高い水準を保っており、一見の価値はある作品として評価できる。

### 映画製作からの撤退
恐怖映画の傑作を続けざまに監督したウォーカーだったが、低予算での映画制作に限界を感じていた。1970年代後半にはマルコム・マクラーレンが "A Star Is Dead" という仮題がつけられたセックス・ピストルズのライブ･ドキュメンタリー映画を企画した際に、監督にピート・ウォーカーを起用する意向を示す。しかし1978年にセックス・ピストルズが解散したことによってこの企画は頓挫してしまう。
低予算のB級ホラー専門監督から脱却するために、ピート・ウォーカーは1979年の"Home Before Midnight"（1979年）では恐怖映画から離れてシリアスな恋愛映画に進出する。イタリア映画『ふたりだけの恋の島』（1971年）から影響を受けたとされる"Home Before Midnight" は、14歳の少女と成人男性との悲劇的な恋愛を感動的に描いた。青春映画の佳作として今日では高く評価されているが、公開当時は興行的な成功を収めることができなかった。
"Home Before Midnight" を最後に映画製作から身を引く決意をしていたウォーカーだったが、キャノン･フィルムのメナヘム・ゴーランとヨーラム・グローバスから声をかけられて、中国人探偵チャーリー・チャンを生み出したことで知られる推理作家E・D・ビガーズの推理小説『ポルドペイトへの7つの鍵』を映画化した『魔人館』House of the Long Shadows（1983年）で久々に映画監督復帰を果たす。この作品でウォーカーは『魔界神父』の主演を依頼しながら実現しなかったピーター・クッシングをようやく起用することができて、クッシングとの対面に感慨無量だったと言う。クッシングのみならずヴィンセント・プライス、クリストファー・リー、ジョン・キャラダインという怪奇映画のスターをそろえた豪華キャストと、ウォーカー作品の常連シーラ・キースの顔合わせで話題を呼んだが、原作小説そのものが取るに足らない出来だったためもあって、ウォーカー監督にとっても不本意な出来映えに終わってしまった。ちなみにシーラ・キースとピーター・クッシングは、クッシングがシャーロック・ホームズを演じたテレビドラマ『ぶな屋敷』（1965年）以来の共演となった。
『魔人館』を最後にピート・ウォーカーは映画監督を引退。低予算映画製作のストレスと重労働に音を上げてしまったのが引退理由とされる。その後は不動産投資や映画館チェーンの経営などで生計を立てているとのことである。

## 監督作品
- ザ・アンタッチャブル／暗黒街のハスラー The Big Switch (1968)
- 結婚詐欺防止法教えます／中年ハイスクールPart1 School for Sex (1969)
- バイオレンスマン Man of Violence (1970)
- "Die Screaming, Marianne" (1971)
- グレタの性生活 Four Dimensions of Greta (1972)
- "Cool It Carol!" (1972)
- "The Flesh and Blood Show" (1972)
- ティファニー・スキャンダル／大統領はブロンドがお好き Tiffany Jones (1973)
- 拷問の魔人館 House of Whipcord (1974)
- フライトメア Frightmare (1974)
- 魔界神父 House of Mortal Sin (1975)
- スキゾ Schizo (1976)
- カムバック The Comeback (1978)
- "Home Before Midnight" (1979)
- 魔人館 House of the Long Shadows (1983)